# Sotsu
Sotsu (创通, Sōtsū) est une agence de publicité japonaise fondée en 1965 qui exerce son activité dans le marketing et la production de divertissements. C'est une filiale du groupe Bandai Namco Holdings.

## Description
Sotsu est fondée en 1965 sous l'appellation Toyo Agency (東洋エージェンシー, Tōyō Ējenshī). Elle est à l'époque chargée de la distribution des produits marketing de l'équipe de baseball japonaise Yomiuri Giants.
En 1977, elle change de nom pour celui de Sotsu Agency (創通エージェンシー, Sōtsū Ējenshī). Le 1er avril 2007, elle raccourcit son nom en Sotsu (創通, Sōtsū).
En mai 2000, Bandai investit et rachète Sotsu Agency.
L'entreprise a également produit des séries d'animation pour la télévision et des jeux vidéo comme la série des Gundam.